# Stefan Kaltschütz
Stefan Kaltschütz (ur. 12 stycznia 1978 w Klagenfurcie) – austriacki snowboardzista, trzykrotny medalista mistrzostw świata.

## Kariera
Po raz pierwszy na arenie międzynarodowej pojawił się 13 listopada 1994 roku w Kaprun, gdzie w zawodach FIS Race zajął trzecie miejsce w slalomie. W Pucharze Świata zadebiutował jedenaście dni później w Zell am See, gdzie zajął 19. miejsce w slalomie równoległym (PSL). Tym samym już w swoim debiucie wywalczył pierwsze pucharowe punkty. Na podium zawodów pucharowych po raz pierwszy stanął 9 lutego 1995 roku w Mount Bachelor, kończąc rywalizację w slalomie na trzeciej pozycji. W zawodach tych wyprzedzili go jedynie Duńczyk Mike Kildevæld i Niemiec Rainer Krug. Łącznie 33 razy stawał na podium zawodów PŚ, odnosząc przy tym jedenaście zwycięstw: 5 w gigancie, 3 w gigancie równoległym, 2 w slalomie równoległym i 1 w slalomie. Najlepsze wyniki osiągnął w sezonie 1998/1999, kiedy to zajął drugie miejsce w klasyfikacji generalnej. W sezonach 1998/1999 i 1999/2000 triumfował w klasyfikacji giganta.
Jego największym sukcesem jest srebrny medal w gigancie równoległym wywalczony na mistrzostwach świata w Berchtesgaden w 1999 roku. W zawodach tych rozdzielił Richarda Richardssona ze Szwecji i swego rodaka, Haralda Waldera. Na tych samych mistrzostwach był też trzeci gigancie, plasując się za Niemcem Markusem Ebnerem i Francuzem Maxence'em Idesheimem. Zdobył ponadto brązowy medal w slalomie równoległym na mistrzostwach świata w Madonna di Campiglio dwa lata później. Uległ tam Gilles'owi Jaquetowi ze Szwajcarii i Szwedowi Danielowi Bivesonowi. Był też między innymi szósty w slalomie równoległym podczas mistrzostw świata w Lienzu w 1996 roku. W 2002 roku wystartował na igrzyskach olimpijskich w Salt Lake City, gdzie zajął 13. miejsce w gigancie równoległym.
W 2005 r. zakończył karierę.

## Osiągnięcia

### Igrzyska olimpijskie
| Miejsce | Dzień     | Rok  | Miejscowość    | Konkurencja       | Zwycięzca      |
| ------- | --------- | ---- | -------------- | ----------------- | -------------- |
| 13.     | 15 lutego | 2002 | Salt Lake City | Gigant równoległy | Philipp Schoch |

### Mistrzostwa świata
| Miejsce | Dzień       | Rok  | Miejscowość          | Konkurencja       | Zwycięzca           |
| ------- | ----------- | ---- | -------------------- | ----------------- | ------------------- |
| 12.     | 27 stycznia | 1996 | Lienz                | Gigant            | Jeff Greenwood      |
| 6.      | 28 stycznia | 1996 | Lienz                | Slalom równoległy | Ivo Rudiferia       |
| 13.     | 23 stycznia | 1996 | San Candido          | Slalom            | Bernd Kroschewski   |
| 14.     | 25 stycznia | 1997 | San Candido          | Slalom równoległy | Mike Jacoby         |
| 3.      | 13 stycznia | 1999 | Berchtesgaden        | Gigant            | Markus Ebner        |
| 2.      | 14 stycznia | 1999 | Berchtesgaden        | Gigant równoległy | Richard Richardsson |
| 10.     | 15 stycznia | 1999 | Berchtesgaden        | Slalom równoległy | Nicolas Huet        |
| 8.      | 22 stycznia | 2001 | Madonna di Campiglio | Gigant            | Jasey-Jay Anderson  |
| 17.     | 24 stycznia | 2001 | Madonna di Campiglio | Gigant równoległy | Nicolas Huet        |
| 3.      | 26 stycznia | 2001 | Madonna di Campiglio | Slalom równoległy | Gilles Jaquet       |
| 12.     | 18 stycznia | 2005 | Whistler             | Gigant równoległy | Jasey-Jay Anderson  |

### Puchar Świata

#### Miejsca w klasyfikacji generalnej
- sezon 1994/1995: -
- sezon 1998/1999: 2.
- sezon 1999/2000: 4.
- sezon 2000/2001: 4.
- sezon 2001/2002: -
- sezon 2002/2003: -
- sezon 2003/2004: -
- sezon 2004/2005: -

#### Miejsca na podium
1. Mount Bachelor – 9 lutego 1995 (slalom) - 3. miejsce
2. Calgary – 25 lutego 1995 (slalom równoległy) - 2. miejsce
3. Sestriere – 8 grudnia 1995 (slalom równoległy) - 3. miejsce
4. Bardonecchia – 9 grudnia 1995 (slalom) - 2. miejsce
5. Bad Hindelang – 4 lutego 1996 (gigant) - 3. miejsce
6. Kanbayashi – 11 lutego 1996 (slalom) - 3. miejsce
7. Sun Peaks – 1 marca 1996 (gigant) - 1. miejsce
8. Mount Bachelor – 15 marca 1996 (slalom) - 1. miejsce
9. Mount Bachelor – 16 marca 1996 (slalom równoległy) - 3. miejsce
10. Lenggries – 11 stycznia 1997 (gigant) - 3. miejsce
11. Lenggries – 12 stycznia 1997 (slalom) - 2. miejsce
12. Morzine – 14 marca 1997 (gigant) - 3. miejsce
13. Sölden – 30 listopada 1997 (slalom równoległy) - 1. miejsce
14. Tandådalen – 11 marca 1998 (gigant) - 1. miejsce
15. Zell am See – 14 listopada 1998 (gigant) - 2. miejsce
16. Gstaad – 20 stycznia 1999 (gigant) - 2. miejsce
17. Madonna di Campiglio – 25 stycznia 1999 (gigant) - 2. miejsce
18. Park City – 7 lutego 1999 (gigant) - 1. miejsce
19. Naeba – 19 lutego 1999 (gigant równoległy) - 1. miejsce
20. Olang – 12 marca 1999 (slalom równoległy) - 3. miejsce
21. Tignes – 27 listopada 1999 (gigant) - 1. miejsce
22. Zell am See – 4 grudnia 1999 (gigant równoległy) - 2. miejsce
23. Whistler – 10 grudnia 1999 (gigant) - 2. miejsce
24. Ischgl – 5 lutego 2000 (gigant) - 2. miejsce
25. Shiga Kōgen – 26 lutego 2000 (gigant) - 3. miejsce
26. Tignes – 19 listopada 2000 (gigant) - 2. miejsce
27. Gstaad – 10 stycznia 2001 (gigant) - 1. miejsce
28. Park City – 4 marca 2001 (gigant równoległy) - 3. miejsce
29. Tignes – 18 listopada 2001 (gigant równoległy) - 1. miejsce
30. Sapporo – 2 marca 2002 (slalom równoległy) - 1. miejsce
31. Landgraaf – 26 października 2003 (slalom równoległy) - 2. miejsce
32. Tandådalen – 4 grudnia 2003 (gigant równoległy) - 1. miejsce
33. Whistler – 12 grudnia 2003 (gigant równoległy) - 3. miejsce

- W sumie 11 zwycięstw, 11 drugich i 11 trzecich miejsc.